# Тухольківська сільська рада
Тухольківська сільська рада — колишній орган місцевого самоврядування у Сколівському районі Львівської області. Адміністративний центр — село Тухолька.

## Загальні відомості
Тухольківська сільська рада утворена в 1940 році.

## Населені пункти
Сільській раді підпорядковані населені пункти:
- с. Тухолька

## Склад ради
Рада складається з 14 депутатів та голови.

### Керівний склад попередніх скликань
| ПІБ                          | Основні відомості                                                        | Дата обрання | Дата звільнення |
| ---------------------------- | ------------------------------------------------------------------------ | ------------ | --------------- |
| Фединець Михайло Олексійович | Сільський голова, 1952 року народження, член Української Народної Партії | 26.03.2006   | 31.10.2010      |
| Харитон Михайло Іванович     | Сільський голова, 1973 року народження, освіта вища, безпартійний        | 31.10.2010   |                 |

Примітка: таблиця складена за даними джерела

## Населення
Згідно з переписом УРСР 1989 року чисельність наявного населення сільської ради становила 1350 осіб, з яких 646 чоловіків та 704 жінки.
За переписом населення України 2001 року в сільській раді мешкало 955 осіб.

### Мова
Розподіл населення за рідною мовою за даними перепису 2001 року:
| Мова       | Відсоток |
| ---------- | -------- |
| українська | 99,27 %  |
| російська  | 0,63 %   |
| польська   | 0,10 %   |